# 25166 Thompson
25166 Thompson è un asteroide della fascia principale. Scoperto nel 1998, presenta un'orbita caratterizzata da un semiasse maggiore pari a 2,9364117 UA e da un'eccentricità di 0,0708085, inclinata di 11,20451° rispetto all'eclittica.